# Carter Hart
Carter Hart (ur. 13 sierpnia 1998 w Sherwood Park, Alberta, Kanada) – kanadyjski hokeista, gracz NHL, reprezentant Kanady.

## Kariera klubowa
- Sherwood Park Squires (2012 - 12.02.2014)
- Everett Silvertips (12.02.2014 - 2.10.2016)
- Philadelphia Flyers (2.10.2016 - 
  -  Lehigh Valley Phantoms (2018 -

## Kariera reprezentacyja
- Reprezentant Kanady na MŚJ U-20 w 2017
- Reprezentant Kanady na MŚJ U-20 w 2018

## Sukcesy
Reprezentacyjne
- Srebrny medal mistrzostw świata juniorów do lat 20: 2017
- Złoty medal mistrzostw świata juniorów do lat 20: 2018
- Srebrny medal mistrzostw świata: 2019